# Tempestades de poeira na Índia em 2018
De 2 a 3 de maio de 2018, tempestades de poeira de grande velocidade atingiram parte dos estados do norte da Índia Uttar Pradesh e Rajastão, matando pelo menos 110 pessoas e ferindo mais de 200.  No estado de Rajastão, pelo menos 35 pessoas morreram e mais de 200 ficaram feridas depois de ventos terem derrubado mais de 8 000 postes de electricidade e desenraizadas centenas de árvores. No vizinho estado de Uttar Pradesh, o número de mortes atingiu pelo menos 73, tendo a maioria das mortes ocorrido na cidade de Agra, onde há 43 mortes confirmadas.

## Antecedentes
As tempestades de poeira são uma característica dos padrões climáticos sazonais da Índia. As tempestades ocorrem normalmente nos meses de verão, quando o tempo é seco e permitem que a poeira seja pega pela passagem de ventos. O número de mortos em tais tempestades raramente excede os 12; uma tempestade anterior atingiu a Índia em 11 de abril de 2018, matando 19 pessoas.

## Tempestade e danos
A tempestade de poeira ocorreu no início da temporada de monções na Índia. Nos dias anteriores, meteorologistas da região tinham previsto a ocorrência de trovoadas e ventos fortes ao longo da semana. Também contribuíram para a tempestade um período de temperaturas anormalmente altas para a região, que aumentou a intensidade da tempestade.
A tempestade de poeira começou no final da noite de 2 de maio de 2018, atingido predominantemente os estados de Uttar Pradesh e Rajastão. Pelo menos 73 pessoas foram mortas no estado de Uttar Pradesh, 43 destas na cidade de Agra; 21 pessoas foram dadas como mortas em Kheragarh, uma cidade a cerca de 50 km a sudoeste da cidade. Pelo menos 35 pessoas foram mortas no Rajastão, sendo o distrito de Alwar, o mais atingido; os distritos de Bharatpur e Dholpur também foram afectados. Quatro pessoas morreram no estado de Uttarakhand, e a cidade de Deli também foi afectada. Mais de 200 pessoas ficaram feridas pela tempestade.
Funcionários afirmaram que a tempestade foi mais devastadora do que anteriores tempestades de poeira uma vez que o sistema levava mais detritos, o que causou mais danos a casas e edifícios, e porque ocorreu durante a noite. A maioria das pessoas estava a dormir e foram incapazes de ser precaverem, levando a muitos mortos e feridos por queda de estruturas. A maioria dos danos e mortes foi associada a ventos fortes, em vez de poeira. No Rajastão, centrais eléctricas foram interrompidas devido à queda de 200 a 300 postes e as escolas foram fechadas em Alwar.
Dadas as condições ainda prementes para mais condições meteorológicas severas, o governo de Uttar Pradesh manteve o alerta aos seus cidadãos relativamente às condições meteorológicas para as 48 horas seguintes.

## Rescaldo
O Governo de Uttar Pradesh anunciou uma compensação para os familiares dos mortos no montante de ₹4 lakh (US$ 6 100).